# Corrent de Birkeland

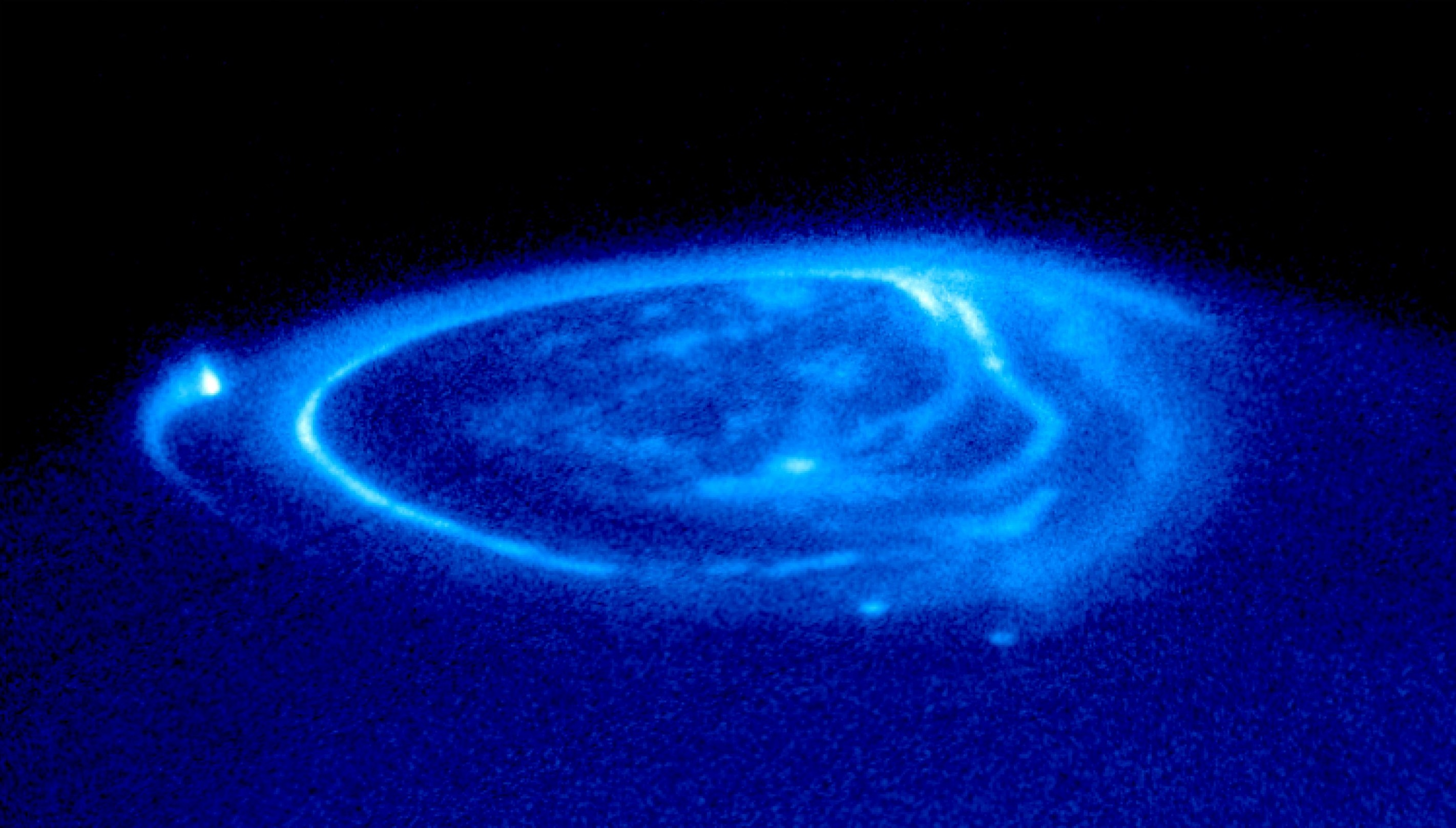
La aurora de Júpiter, alimentada por corrents jovians de Birkeland

Un corrent de Birkeland és un específic corrent de camp magnètic alineat de la magnetosfera, terrestre, que es desplaça al llarg de les línies del camp magnètic des de la magnetocua cap a la Terra pel costat naixent i en la direcció contrària en el costat de ponent de la magnetosfera (per això, els corrents de Birkeland també es coneixen com a corrents alineats amb el camp). En la magnestofera terrestre, aquests corrents es produeixen per canvis en la topologia de la magnetocua (per exemple durant subtempestes) i quan arriben a l'atmosfera superior creen les aurores boreals i australs.
Originalment els corrents de Birkeland es referien a corrents elèctrics que contribuïen a formar l'aurora, causades per la interacció del plasma del vent solar amb la magnetosfera de la Terra. Aquests corrents de Birkeland en èpoques modernes s'anomenen electrojets de l'aurora. Els corrents van ser predits en 1903 per l'explorador i físic noruec Kristian Birkeland, qui va realitzar expedicions al cercle polar àrtic per a estudiar l'aurora. Va descobrir, usant instruments simples de mesura de camp magnètic, que quan l'aurora apareixia les agulles dels magnetòmetres canviaven de direcció. Això només podia implicar que els corrents fluïen en l'atmosfera superior. Va teoritzar que d'alguna manera el Sol era un raig catòdic, i corpuscles provinents del vent solar entraven en el camp magnètic terrestre i creaven corrents, i que alhora creaven aurores. La idea va ser desestimada per altres científics fins que el 1960 amb l'enviament de sondes en les regions de les aurores que es va demostrar l'existència d'aquests corrents predits per Birkeland. En honor seu aquests corrents van rebre el nom de corrents de Birkeland.
Carl-Gunne Fälthammar professor emèrit del Laboratori Alfvén de Suècia, va escriure en (1986): "Una raó per la qual els corrents de Birkeland són especialment interessants és que, en el plasma que els transporta, produeixen diversos processos físics com, ones, instabilitats i formació d'estructura fina. Aquests al seu torn produeixen l'acceleració de partícules carregades, tant positives com negatives, i la separació d'elements (tals com l'ejecció preferencial d'ions d'oxigen). Ambdues classes de fenòmens posseeixen una importància astrofísica que va més enllà de la comprensió de l'espai immediat que envolta al planeta Terra." 

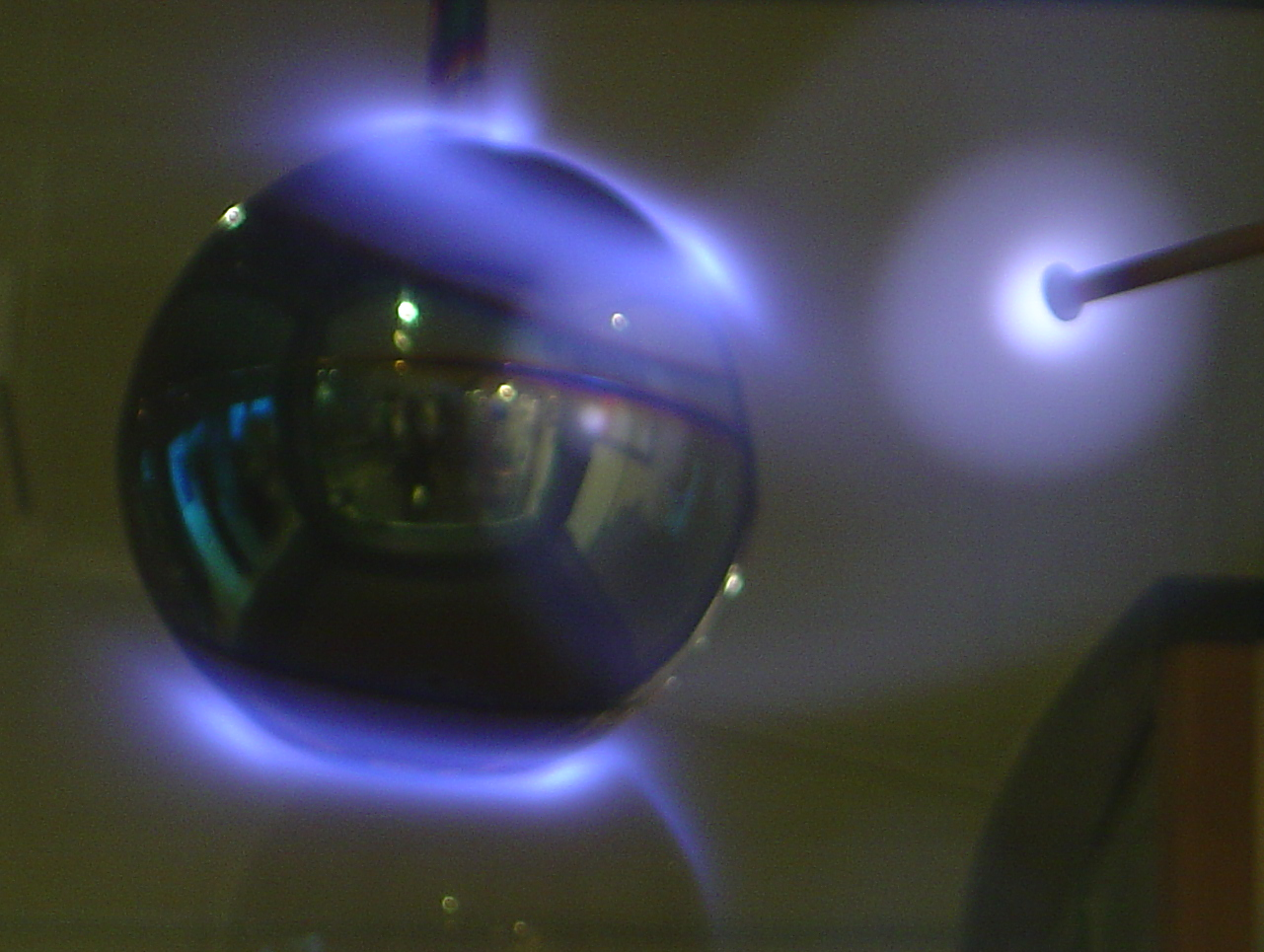
Corrents de Birkeland generats per científics en un laboratori.

## Característiques
Els corrents de Birkeland d'una aurora poden arribar a valors d'1 milió de Ampers. Poden escalfar l'alta atmosfera el que produeix un increment en la força de fregament que actua sobre els satèl·lits artificials situats en òrbites de baixa altitud.
També és possible generar corrents de Birkeland en el laboratori mitjançant generadors de potència pulsant de molts terawatt. La secció transversal del patró així obtingut mostra un feix d'electrons buits, tipus un cercle amb vòrtexs, el que es denomina la inestabilitat diocotró (que posseeix algunes similituds amb la 
inestabilitat de Kelvin-Helmholtz), i que pot degenerar en un patró de tipus filaments. Això pot ser observat en l'aurora i s'anomena "bucles d'aurora".
Els corrents de Birkeland són també un dels tipus de fenòmens de plasma anomenats z-pinch, anomenats així perquè els camps magnètics azimutals produïts pel corrent comprimeixen (pinch en anglès el corrent en una estructura de tipus filament. Aquesta també es pot retorçar, produint un pinch helicoidal en espirals similars a una soga retorçada, el que en general s'identifica com un típic corrent de Birkeland. Els parells de corrents de Birkeland paral·lels poden interaccionar; corrents de Birkeland paral·lels que es mouen en la mateixa direcció s'atreuen amb una força electromagnètica inversament proporcional a la distància que els separa (de forma similar a la força de gravetat); la força electromagnètica entre partícules individuals és inversament proporcional al quadrat de la distància que les separa; corrents de Birkeland paral·lels però que es mouen en direccions oposades es repel·leixen amb una força inversament proporcional a la distància que els separa. Existeix també una component circular de curt abast de la força entre dos corrents de Birkeland que és oposada a les forces paral·leles de més llarg abast.
Els electrons que es desplacen per un corrent de Birkeland poden ser accelerats mitjançant un plasma de doble capa. Si els electrons arriben a velocitats relativistes (pròximes a la velocitat de la llum) poden llavors produir un Bennett pinch, que és un camp magnètic en espiral que emet radiació de sincrotró que inclou ràdio, òptica (és a dir llum visible), raigs X, i raigs gamma.

## Corrents de Birkeland còsmics
Els físics especialitzats en plasma creuen que moltes de les estructures que en l'univers presenten filaments deuen el seu origen a corrents de Birkeland. Peratt (1992) destaca que "Sense importar l'escala, el moviment de partícules carregades produeixen camps magnètics propis que poden actuar sobre altres aglomeracions de partícules carregades. Plasma en moviments relatius s'acoblen mitjançant corrents que interaccionen entre ells". Alguns exemples són:
| Dimensió   | Corrent   | Descripció                                        |
| ---------- | --------- | ------------------------------------------------- |
| 20 × 10³ m |           | Venus Flux ropes                                  |
|            |           | Cues de cometes                                   |
| 10²–10⁵ m  | 10⁶ A     | Aurora terrestre                                  |
| 108 m      | 10⁵–10⁶ A | Events de la magnetosfera tipus V invertida       |
| 107–108 m  | 1011 A    | Prominències solars (spicules, coronal streamers) |
|            |           | Estructures interestel·lars: nebuloses diverses   |
| 1018 m     |           | Centro galáctico                                  |
| 6 × 1020 m |           | Galaxias de doble radio: lóbulos brillantes       |

Fuente: Peratt (1992).

## Història

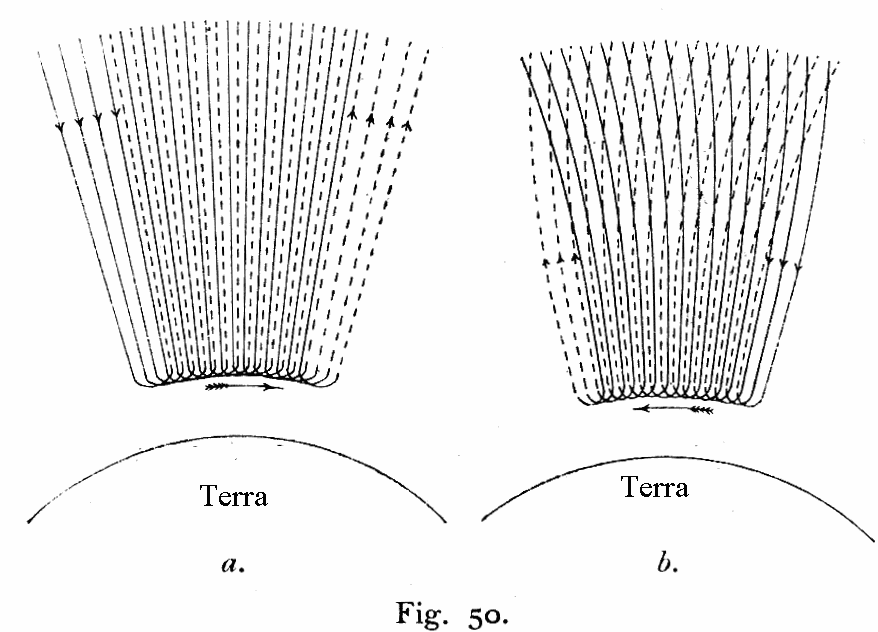
Birkerland va predir els electrojets de l'aurora en 1908. Fig. 50a mostra aquells corrents en els quals la direcció dels corrents en el centre de la tempesta es desplacen en direcció oest, i la 50b mostren aquells que els corrents es desplacen cap a l'est."

La història dels corrents de Birekland semblaria estar entremesclada amb la política.
Tan bon punt Kristian Birkeland va suggerir l'existència de "corrents que deuen la seva existència principalment a un efecte secundari dels corpuscles elèctrics del Sol emesos a l'espai," (1908), les seves idees van ser ignorades per a en canvi afavorir una teoria alternativa del matemàtic britànic Sydney Chapman.
En 1939, l'enginyer i físic del plasma suec Hannes Alfvén va promoure les idees de Birkeland en un treball publicat sobre la generació de corrent a partir del vent solar. Un dels col·legues de Alfvén, Rolf Boström, també va utilitzar els corrents alineats amb el camp en un nou model d'electrojets d'aurora (1964).
En 1966, utilitzant un satèl·lit magnetòmetre, Alfred Zmuda, J.H. Martin, i F.T.Heuring informen els seus avanços sobre la pertorbació magnètica en l'aurora, encara que ometen esmentar a Alfvén, Birkeland, o els corrents alineats amb el camp, inclús després que l'editor, Alex Dressler, de la secció de física de l'espai de la revista els ho va recordar. .
El 1967 Alex Dessler i un dels seus estudiants graduats, David Cummings, van escriure un article argumentant que Zmuda havia, de fet, detectat camps de corrent alineats. Inclús Alfvén el 1986 va acreditar que Dessler havia descobert els corrents que Birkeland havia predit i que s'haurien d'anomenar corrents de Birkeland-Dessler.
El 1969 Milo Schield, Alex Dessler i John Freeman, va utilitzar el nom de "corrents de Birkeland" per primera vegada. El 1970, Zmuda, Armstrong i Heuring van escriure un altre article acreditant que les seves observacions eren compatibles amb els corrents de camp alineats com havien suggerit per Cummings i Dessler, i per Bostrom, però un altre cop sense mencionar Alfvén i Birkeland.

Línies complexes de camp magnètic entrellaçades i corrents elèctrics d'un corrent de Birkeland que es desenvolupa en un plasma

El 1970, un grup de la Universitat Rice també va suggerir que els resultats d'un experiment primerenc van ser plausibles amb corrents de camp alineats, i va acreditar la idea de Boström, i Dessler i els seus col·legues, més que a Alfvén i Birkeland. Al mateix any, Zmudu i Amstrong van donar credit a Alfvén i Birkeland, però semblave que "...no havien pogut identificar definitivament les partícules que constitueixen els camp de corrent alineats."
No va ser fins al 1973 que el satèl·lit Triad, que duia un equip de Zmuda i James Armstrong, va detectar la signatura magnètica de dos grans làmines de corrent elèctric. Els seus diaris (1973, 1974) descrivien "proves més concluients" de corrents de camp alineats, citant Cummings i Dessler però no mencionant Birkeland o Alfven.
Han passat 65 anys per a confirmar les prediccions originals de Birkelands.
El 2007, projecte de la NASA THEMIS "va trobar proves de sogues magnètiques que connecten l'atmosfera exterior de la Terra directament amb el Sol," dient "que les partícules de vent solar flueixen al llarg d'aquestes sogues cordes, subministrant energia per a tempestes geomagnètiques i aurores, "i d'aquesta manera reconfirmar el model de Birkeland's model d'interacció elèctrica entre la Terra i el Sol. La NASA també va unir la interacció a una bateria de 30 kiloVolta l'espai," i "el flux de soga bomba un corrent de 650.000 Amp a l'Artic!"